# Anelasmocephalus tenuiglandis
Espèce
Anelasmocephalus tenuiglandis est une espèce d'opilions dyspnois de la famille des Trogulidae.

## Distribution
Cette espèce se rencontre en France en Provence-Alpes-Côte d'Azur et en Italie au Piémont et en Ligurie.

## Description
Les mâles mesurent de 2,1 à 2,4 mm et les femelles de 2,4 à 2,8 mm.

## Publication originale
- Martens & Chemini, 1988 : « Die Gattung Anelasmocephalus Simon, 1879. Biogeographie, Artgrenzen und Biospezies-Konzept (Opiliones: Trogulidae). » Zoologische Jahrbücher, vol. 115, p. 1–48.